# Église de la Nativité-de-Saint-Jean-Baptiste de Zvornik
Pour les articles homonymes, voir Église Saint-Jean-Baptiste.
L'église de la Nativité-de-Saint-Jean-Baptiste (en serbe cyrillique : Храм Рођења Светог Јована Претече и Крститеља ; en serbe latin : Hram Rođenja Svetog Jovana Preteče i Krstitelja) est située en Bosnie-Herzégovine, sur le territoire de la ville de Zvornik et dans la municipalité de Zvornik. Elle a été construite entre 1817 et 1823 et est inscrite sur la liste provisoire des monuments nationaux de Bosnie-Herzégovine.

## Localisation

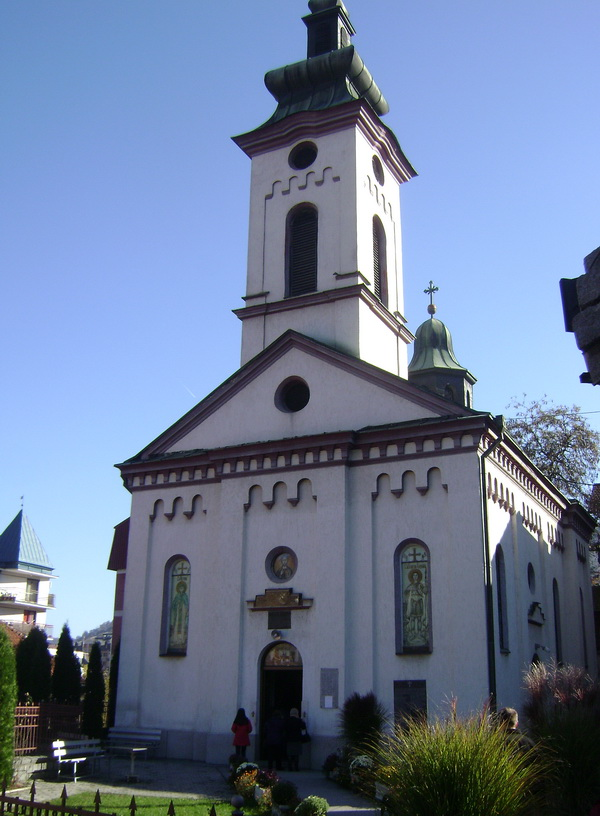
Autre vue de l'église

## Architecture

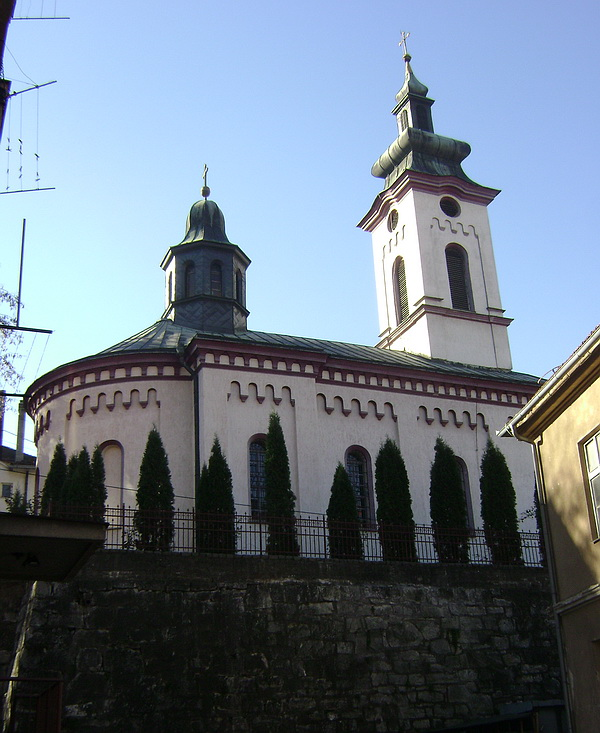
Autre vue de l'église